# Cit slečny Smilly pro sníh
Cit slečny Smilly pro sníh (dánsky: Frøken Smillas fornemmelse for sne) je román dánského spisovatele Petera Høega, který vyšel roku 1992. Z dánského originálu ho do češtiny přeložil Robert Novotný v roce 1997.
Kniha byla přeložena do čtyřiatřiceti jazyků a celosvětově se jí prodalo víc než dvacet milionů výtisků.

## Děj
Když jednoho dne spadne ze střechy kodaňského domu malý grónský kluk Izaiáš, místní policie případ uzavře jako nehodu. Ve stejném domě bydlí glacioložka Smilla Jaspersenová, která chlapce dobře znala a ví, že nikdy by na střechu sám nevylezl.
„Slečna Smilla“, vypravěčka románu, je podivná mladá žena mnoha paradoxů, velmi inteligentní a samostatná, ale zároveň neschopna vybudovat si trvalejší vztah k čemukoli a komukoli. Rozená Inuitka žije již od svého dětství „normální život“ v Kodani, vystudovala vysokou školu, bydlí v bytovém domě a používá telefon. Přesto je pořád spojena s původními tradicemi života v Grónsku a díky svému pobytu v Dánsku vnímá mnoho stinných stránek moderní evropské civilizace. Její postřehy na téma vztahu grónské a dánské civilizace prostupují celým románem a doplňují tak vlastní děj knihy.
Smilla se rozhodne zjistit pravdu o smrti svého malého kamaráda. Nejprve se pokusí řešit celou záležitost standardním způsobem a podává stížnost k příslušnému úřadu. Ta je brzy zamítnuta a Smilla proto začíná s pátráním na vlastní pěst. Pátrá v zapomenutých archivech a hlavně objíždí řadu lidí, kteří měli s chlapcem co dočinění. S pomocí získaných střípků se jí díky své inteligenci a intuici daří postupně rozplétat záhadu Izaiášova nepochopitelného skoku ze střechy. Přichází na to, že celá věc směřuje k zdánlivě nesouvisející dávné expedici na odlehlý ostrov Gela Alta v Severním ledovém oceánu. Svým pátráním se ale mezitím stihne stát trnem v patě kodaňské policii, dánské prokuratuře a příslušnému ministerstvu, kteří chtějí mít pohodlně uzavřený případ a nehodlají připustit odhalení své neschopnosti, nebo spíš neochoty podniknout cokoliv k objasnění chlapcova úmrtí.
Ačkoliv díky své neodbytnosti získá mnoho užitečných informací, pořád to nestačí k odhalení pravdy. Dovídá se o přípravách na novou expedici na ostrov, kterou po pětadvaceti letech připravují lidé s propojením na organizátory původní expedice. Jako pokojská se dostává na palubu lodě a na poslední chvíli se tak vyhýbá vězení na kontinentě. Aniž by to věděla, už v momentě, kdy loď odplouvá do polárních krajů, je ve velkém nebezpečí, protože na palubě jsou rovněž lidé, kteří o jejích snahách věděli a snažili se je zastavit už v Kodani. Během dlouhé plavby proto postupně unikne několika pokusům o likvidaci a shodou okolností se jí podaří dorazit až k cíli plavby. Na tomto zapomenutém ostrově se konečně dozví, k čemu vlastně slouží tajemné expedice na opuštěný ostrov a proč musel kvůli tomu zemřít malý kluk v daleké Kodani.
Kniha má otevřený závěr, ale z textu plyne, že hlavní hrdince se podaří vrátit zpátky na loď. Tørk Hviid, hlavní záporná postava a původce několika vražd, který také přiměl Izaiáše k osudnému skoku, vysoce pravděpodobně zemře.

## Ocenění
- cena Skleněný klíč (1993)

## Filmové adaptace
- 1997: Stopy ve sněhu (film, 1997), Dánsko / Německo / Švédsko, režie: Bille August, hrají: Julia Ormond, Gabriel Byrne, Richard Harris